# Pfarrkirche Kitzladen

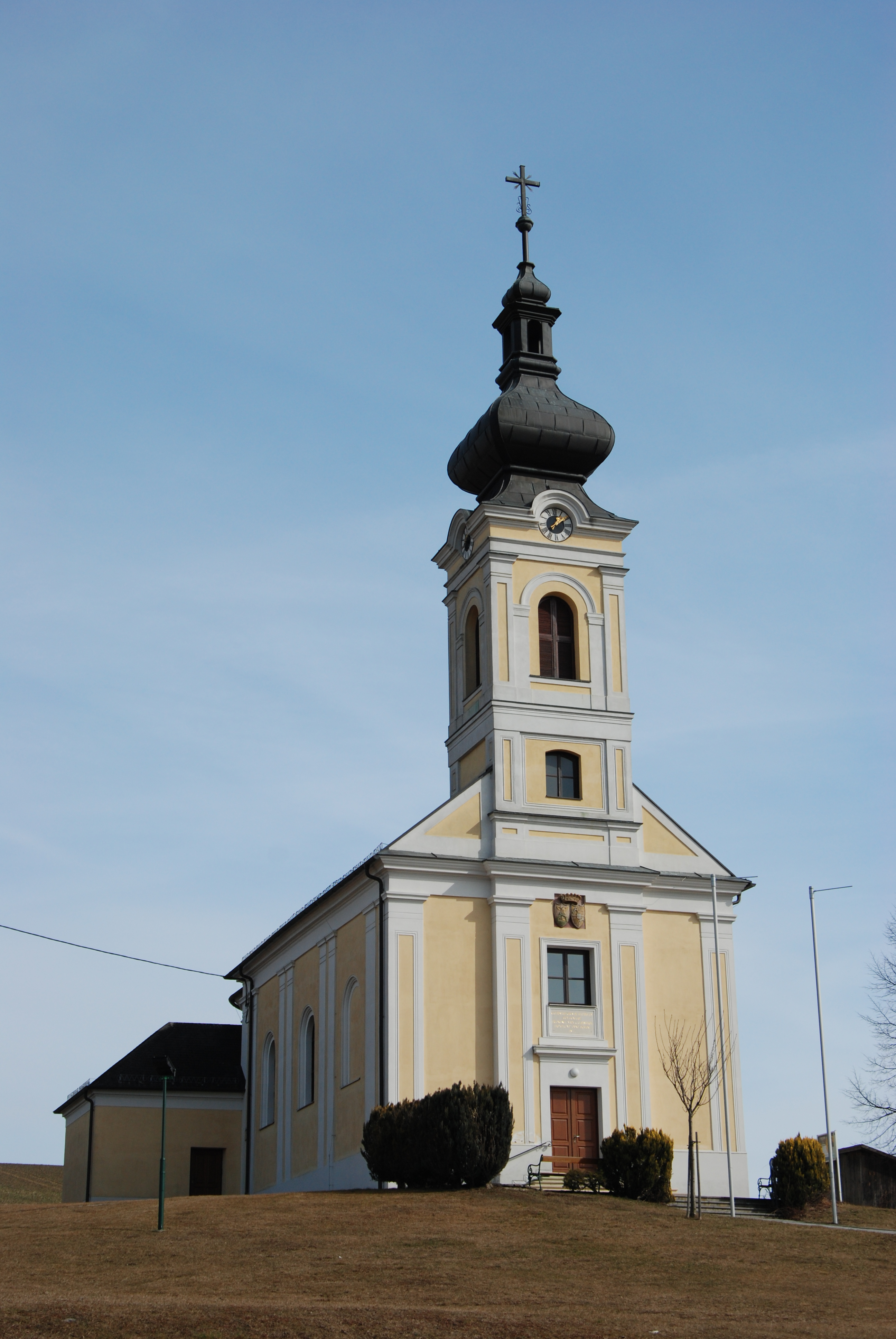
Katholische Pfarrkirche hl. Jakobus in Kitzladen

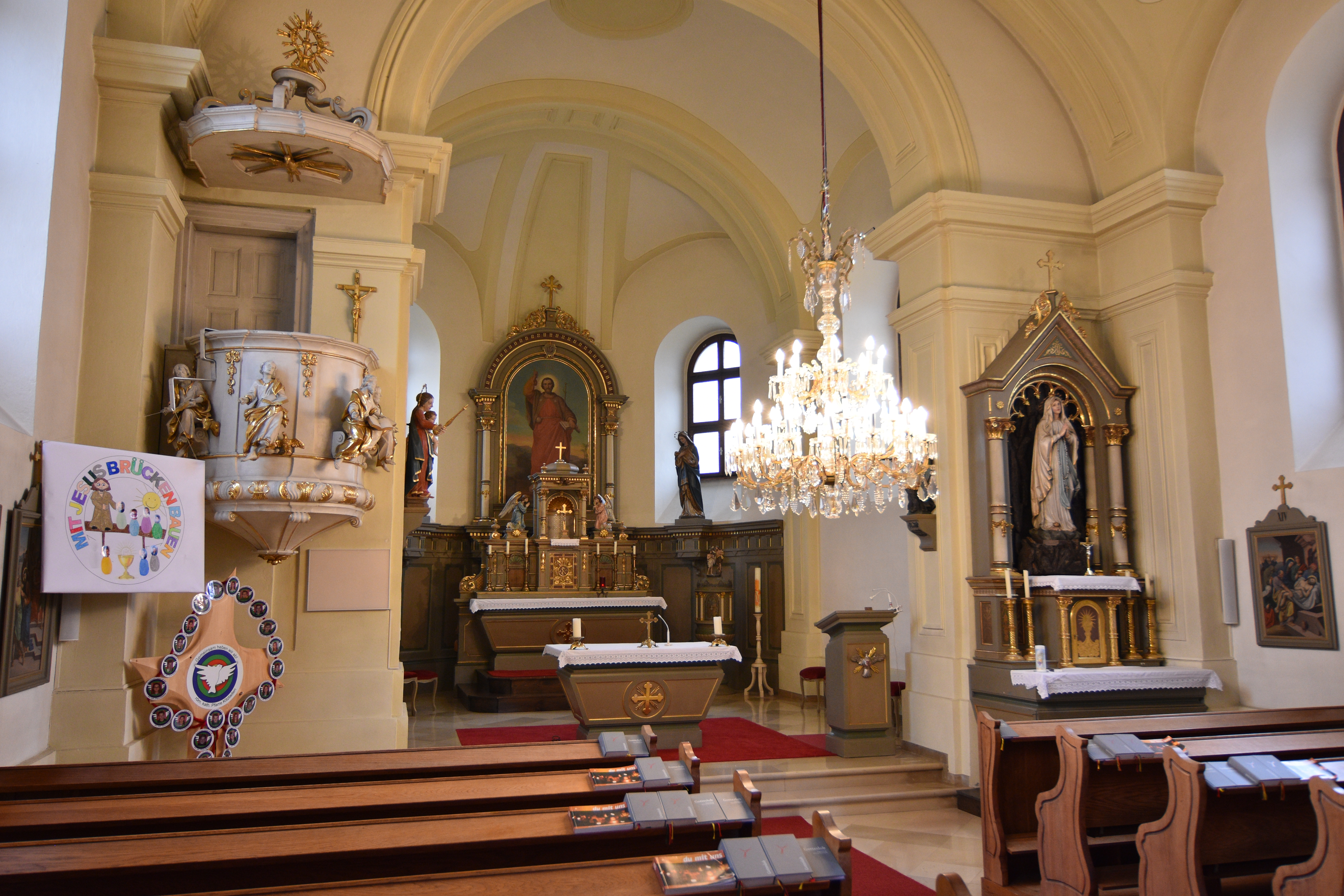
Der Innenraum der Kirche

Die römisch-katholische Pfarrkirche Kitzladen steht in der Ortschaft Kitzladen in der Gemeinde Loipersdorf-Kitzladen im Bezirk Oberwart im Burgenland. Sie ist dem heiligen Jakobus geweiht und gehört zum Dekanat Pinkafeld in der Diözese Eisenstadt. Das Bauwerk steht unter Denkmalschutz (Listeneintrag).

## Lagebeschreibung
Die Kirche steht oberhalb des Ortes am Westhang.

## Geschichte
Bereits vor der Reformation bestand in Kitzladen eine Pfarre. Die heutige Kirche wurde von der Familie Esterházy-Gleisbach gestiftet und 1844 errichtet. Eine Außenrestaurierung erfolgte 1977.

## Kirchenbau
Kirchenäußeres
Die spätklassizistische Dorfkirche hat einen eingezogenen Chor und einen westlich eingebundenen Fassadenturm mit Zwiebelhelm und Laterne.
Kircheninneres
Das dreijochige Langhaus ist tonnengewölbt. Im Turmjoch sind eine Vorhalle und eine Läutstube. Daran schließt die dreiachsige Empore unter schmalem Tonnengewölbe an. Die Brüstung ist vorgebaucht. Die östlichen Joche sind platzlgewölbt. Dazwischen sind verdoppelte Gurtbögen, die auf breiten Pilastern ruhen. Der rundbogige Triumphbogen ist vorgezogen. Über dem Chorjoch ist Platzlgewölbe, über der Apsis Schalen und Stichkappen.

## Ausstattung
Der Hoch- und Seitenaltar sind neuromanisch und wurden 1896 von der Firma Heckenast in Szombathely geschaffen. Die Kanzel stammt aus dem 19. Jahrhundert und weist vier Sitzfiguren der Evangelisten auf. Das Taufbecken mit plastischer Täufergruppe ist aus dem 19. Jahrhundert. Zwei Holzfiguren in alter Fassung stellen eine Madonna mit Kind und den heiligen Johannes Nepomuk dar. Die Madonnenfigur stammt aus der Zeit um 1700, die Figur des heiligen Johannes Nepomuk aus der ersten Hälfte des 18. Jahrhunderts. Sie stehen am Triumphbogen.
Die Orgel aus 1912 wurde von den Gebrüder Rieger/Jägerndorf mit 8 Registern gebaut.